# Elia II di Gerusalemme
Elia II (... – 797) è stato il patriarca di Gerusalemme tra il 770 e il 797.
Nel 785 i legati di Costantinopoli giunsero in Palestina per invitare Elia al settimo concilio ecumenico e seppero che era stato esiliato in Persia; ciò sarebbe avvenuto a causa di un monaco di nome Teodoro che aveva ottenuto dal governatore il posto di Elia, salvo dover darsi alla fuga perché non accettato dai fedeli. Elia tornò così alla propria sede.
Elia morì nel 797; era ancora vivo il 19 marzo di quest'anno, quando subirono il martirio 20 monaci del monastero di San Saba.